# Nuijasaari (ö i Päijänne-Tavastland)
Nuijasaari är en ö i Finland. Den ligger i sjön Päijänne och i kommunen Padasjoki i den ekonomiska regionen  Lahtis ekonomiska region  och landskapet Päijänne-Tavastland, i den södra delen av landet, 130 km norr om huvudstaden Helsingfors. Öns area är 1,1 hektar och dess största längd är 160 meter i sydöst-nordvästlig riktning.